# Dol pri Laškem
Dol pri Laškem je naselje u slovenskoj Općini Laškom. Dol pri Laškem se nalazi u pokrajini Štajerskoj i statističkoj regiji Savinjskoj. 

## Stanovništvo
Prema popisu stanovništva iz 2002. godine naselje je imalo 36 stanovnika.